# Batharí
El batharí és una llengua semítica en perill d'extinció que es parla en una petita àrea del Iemen i Oman, concretament a les ciutats costaneres de Shuwaymiya i Sharbithat. Hom estima que en l'actualitat té 200 parlants.